# العين (عمران)
العين هي إحدى قرى الجمهورية اليمنية. وتقع في جنوب اليمن وهي تتبع جغرافيًا لمحافظة أبين. وإداريًا لمديرية لودر.